# Bryum pycnophyllum
Bryum pycnophyllum là một loài Rêu trong họ Bryaceae. Loài này được (Dixon) Mohamed mô tả khoa học đầu tiên năm 1979.